# نیروی هوایی آبخازستان
نیروی هوایی آبخازستان نیروی هوایی کوچکی است که بخش رزم هوایی از نیروهای مسلح آبخازستان است..
قانون اساسی گرجستان، آبخازستان را به‌عنوان جمهوری خودگردان آبخازستان تعریف می‌کند. در همین حال، آبخازستان تنها توسط روسیه، ونزوئلا، نیکاراگوئه، نائورو و سوریه به‌عنوان یک کشور مستقل به‌رسمیت شناخته شده است. در حالی‌که گرجستان کنترل خود را بر آبخازستان از دست داده، دولت گرجستان و اکثر کشورهای عضو سازمان ملل متحد، آبخازستان را قانوناً بخشی از گرجستان می‌دانند.

## تاریخچه
جزئیات کمی در مورد شکل‌گیری این واحد نظامی در دسترس است، اما بر اساس گزارش‌ها، بنیان‌گذار این واخد ویاچسلاو اشبا بوده است است، که در ابتدا در این نیرو از چندین هواپیمای آموزشی یاک-۵۲ مجهز به تیربار استفاده شد.
اولین مأموریت رزمی این نیرو در ۲۷ اوت ۱۹۹۲ انجام شد که در آبخازستان به عنوان «روز هوانوردی» جشن گرفته می‌شود.نیروی هوایی آبخازستان ادعا می‌نماید که در طی جنگ ۱۹۹۲–۱۹۹۳ آبخازستان و گرجستان ،۴۰۰ سورتی پرواز عملیاتی انجام داده است.تلفات جنگی نیروی هوایی آبخازستان در طی جنگ داخلی نامشخص است، اما شامل از دست دادن یک فروند یاک-۵۲، در یک مأموریت شناسایی در نزدیکی سوخومی در ۴ ژوئیه ۱۹۹۳ است.
بر اساس گزارش‌ها در پاییز سال ۲۰۰۱، نیروی هوایی آبخازستان دارای ۲۵۰ پرسنل، ۱ فروند سوخو-۲۵، ۲ فروند ال-۳۹، ۱ فروند یاک-۵۲، و ۲ فروند بالگرد میل-۸ بود.نمایش سه فروند ال-۳۹ در یک مراسم سان و رژه در سال ۲۰۰۴، حاکی از خرید احتمالی اخیر آن هواپیماها بود.در فوریه سال ۲۰۰۷ بر اساس گزارش یک وب سایت روسی، نیروی هوایی آبخازستان دارای ۲ فروند جنگنده سوخو-۲۷، ۱ فروند یاک-۵۲، ۲ هواپیمای تهاجمی سوخو-۲۵، ۲ فروند هواپیمای آموزشی/تهاجمی رزمی ال-۳۹، ۱ فروند هواپیمای ترابری سبک آنتونوف-۲، ۷ فروند هلیکوپتر میل-۸ و ۳ فروندبالگرد تهاجمی میل-۲۴ بود.با این حال، در سال ۲۰۰۷ یک منبع آبخازی بدون تاریخ در سال، موجودی نیروی هوایی آبخازستان را به عنوان ۱۶ فروند میگ-۲۱، ۴۶ فروند سوخو-۲۵، ۲ فروند ال-۳۹، ۱ فروند یاک-۵۲ و ۲ فروند بالگرد میل-۸ اعلام نموده است.
در مارس ۲۰۰۸، یک وب سایت علاقه‌مند به هوانوردی نظامی این فهرست را تکرار نموده و ۹ فروند هلیکوپتر تهاجمی میل-۳۵/۲۴ را نیز به آن افزود.در سال ۲۰۲۱، رئیس‌جمهور اصلان بژانیا قصد خود را برای به روز آوری و مدرن سازی نیروی هوایی اعلام نمود.

## تجهیزات
به دلیل جمعی از عوامل از جمله، وضعیت مورد مناقشه آبخازستان، فقدان اطلاعات رسمی در دسترس، درگیری‌های متعدد در طول مدت زمان، دخالت منظم هواگردها و خلبانان روسیه در درگیری‌های منطقه. محاسبه دقیق انواع، تعداد و تاریخ خدمات هواگردهایی که در نیروی هوایی آبخازستان خدمت می‌کنند، دشوار است. به‌طور کلی، نیروی هوایی آبخازستان به هواگردهای به ارث رسیده از نیروهای شوروی سابق مستقر در منطقه و کمکهای احتمالی در سال‌های اخیر از روسیه با هواپیماهای دست دوم متکی است.

### هواگردها

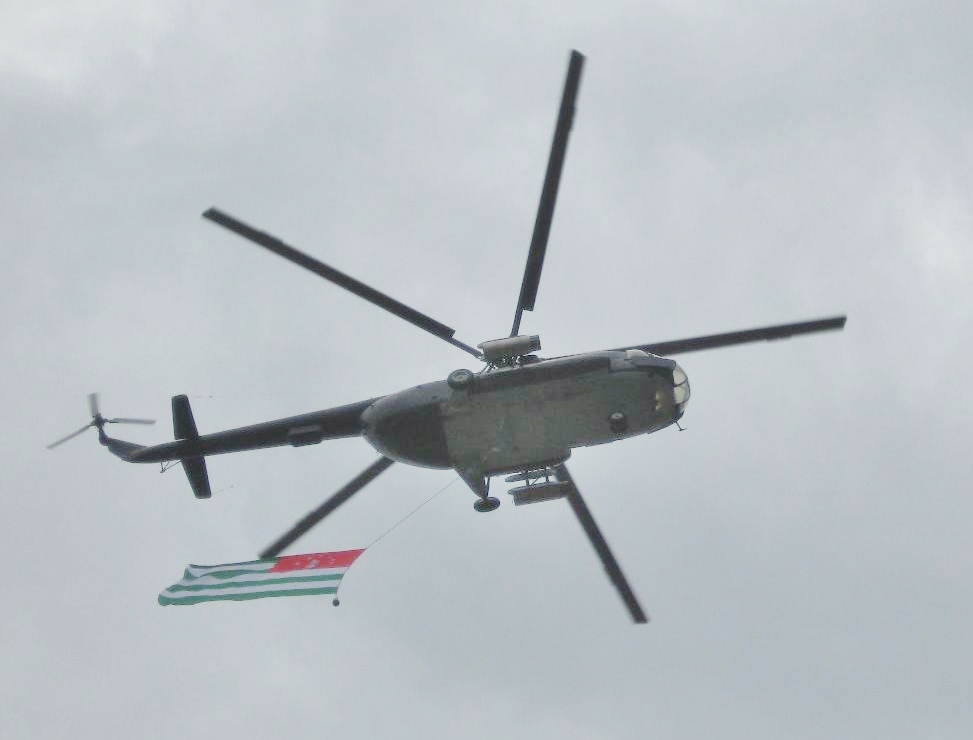
یک فروند بالگرد میل-۸ در حال پرواز و نمایش پرچم آبخازستان

| هواگرد         | مبدا ساخت          | گونه        | ماموریت            | تعداد در حال خدمت | توضیحات                                                     |
| هواگرد جنگی    | هواگرد جنگی        | هواگرد جنگی | هواگرد جنگی        | هواگرد جنگی       | هواگرد جنگی                                                 |
| -------------- | ------------------ | ----------- | ------------------ | ----------------- | ----------------------------------------------------------- |
| آئرو ال-۳۹     | چکسلواکی           |             | تهاجم سبک / آموزشی | ۲                 |                                                             |
| سوخو-۲۷        | روسیه              |             | جنگنده             | ۲ فروند در اجاره  |                                                             |
| سوخو-۲۵        | روسیه              |             | هواپیمای تهاجمی    | ۴                 |                                                             |
| ترابری         |                    |             |                    |                   |                                                             |
| آنتونوف ای‌ان-۲ | اتحاد جماهیر شوروی |             | ترابری             | ۲                 |                                                             |
| بالگردها       |                    |             |                    |                   |                                                             |
| میل -۲۴        | اتحاد جماهیر شوروی |             | تهاجمی             | ۶                 |                                                             |
| میل-۸          | اتحاد جماهیر شوروی |             | چندمنظوره          | ۲                 |                                                             |
| میل می-۲       | لهستان             |             | چندمنظوره          | ۲                 | Operated for the Abkhazian Ministry of Emergency Situations |
| میل-۳۵         | روسیه              |             | تهاجمی             | ۱                 |                                                             |
| آموزشی         |                    |             |                    |                   |                                                             |
| یاکوولف یاک-۵۲ | اتحاد جماهیر شوروی |             | آموزشی             | ۱                 |                                                             |

## نشان و علائم هواگردها
نشان‌ها و علامت‌گذاری‌های متفاوتی در این نیرو مورد استفاده قرار می‌گیرند.
